# ブックサービス
ブックサービス株式会社は、かつて東京都千代田区神田神保町に本社を置いていた、主に電子商取引による書籍販売を行う企業。
本項では同社が運営していたECサイト「ブックサービス」についても説明する。

## 沿革
ブックサービス株式会社は1986年にヤマト運輸（現在のヤマトホールディングス）と出版取次（書籍卸売業）の栗田出版販売が出資して設立された。株式持分比率はヤマト側が80%、栗田側が20%であった。
1987年5月には電話・FAX・ハガキによる注文をうけて書籍通販と宅配を行うサービスとしての「ブックサービス」を開始した。
1996年5月にはインターネット販売を開始した。
2005年10月には2期連続の赤字決算などを理由に伊丹侃社長が退任した
2006年3月1日には本社を文京区本郷一丁目の本郷TKビルから足立区新田にあるヤマト運輸王子ビルに移転した。
2007年4月、栗田出版販売はヤマトホールディングスからブックサービスの発行済株式の70%を取得し、株式持分比率は栗田側が90%、ヤマト側が10%となった。その際、ヤマトホールディングスが筆頭株主でなくなったことで、「クロネコ」ロゴの使用をとりやめた。
2007年7月20日には本社を栗田出版販売本社内（板橋区東坂下）に移転した。2012年3月には栗田出版販売本社移転に伴い、千代田区神田神保町に移転した。
2015年4月に楽天が同社を買収し、楽天グループ入りした。
2016年9月にブックサービスが楽天ブックスに統合された。電話・FAX・ハガキ注文受付窓口は「ブックサービス」の名称のままとなった。
2019年12月1日に楽天に吸収合併され、解散。

## 購入者別

### 個人
現在はwebサイトが中心である。しかしその他に、ハガキ、FAXおよび、電話でコミュニケータへ伝えるなど柔軟な方法をとることができる。また一部のアフィリエイトサイト経由の注文では、当該サイトのポイントが付加される場合もある（Gポイントなど）。旧ヤマト運輸傘下だった時代は、宅急便センターの店頭やヤマト運輸のドライバーに注文を依頼することが可能であった。
現在のサイトの特徴として、発売前等一部の検索で出てこない商品については、「手入力」することにより注文できるケースがある。その際には、商品名、出版社（レーベル）、作者、数量をできるだけ正確に入力する必要がある。特に書籍は単行本・文庫本・ムックなどの刊行形態、CD・DVDなら初回版・通常版の指定を含む。「手入力」のフォームには、ISBNやCDの品番等の記載欄がないため、記載欄が設けられているはがきの申込用紙やFAX用申込用紙を用いてより詳細な情報を付加して注文した場合が正確といえる。が、決済システムを除けばインターネットとの注文履歴と連動していないため、webでの登録ページ上にはがき・FAX注文の痕跡が残らない形となる。
支払いについて、以前は振込用紙による支払いも出来たが、現在は代金引換、カード払いのみである (カード払いの場合は事前にカード番号の登録を要する)。また送料も完全無料ではなく、1回に1500円以上購入することが条件となった。

### 法人
（ブックメイト）

### 書店
（NEW直行便／旧おとりよせ＠ブックサービス）

### 取扱商品
サイトからの注文にしろ「手入力」によるものにしろ、ブックサービス側で調査・取寄不能だった場合は、キャンセル扱いになる場合がある。その理由として、出版者が栗田との販路がない場合 や、予約が殺到して売り切れている状態になる、もともと商品が絶版・廃盤になって流通していないことが挙げられる。

### 注文後
出資構成の変更などがあったことから、取引販路の一部が変わった。そのため注文から到着までの時間が一部短縮されている。しかし一部の商品を除き、注文を受けてから原則、出版社・レーベル等に注文するため、到着までに時間がかかる場合がある。そのため、とりわけ発売前の書籍等を予約する場合、発売日から数日ほど遅れて発送が掛かるため、その時間を見込む必要がある。
しかし発売前の予約商品については、上述の「手入力」でなければ注文できない商品を除き、商品情報（ISBNや商品型番など）が明らかになってから注文するか、他社の利用と比較検討した場合が良い場合がある。